# Dave Bing
David Bing, detto Dave (Washington, 24 novembre 1943), è un ex cestista e politico statunitense, professionista NBA, introdotto nella Basketball Hall of Fame e sindaco di Detroit.

## Carriera

### College e high school
La carriera di Dave Bing inizia nel 1959 giocando nella high school di Spingarn nella provincia di Washington. Dopo di questa andò alla Syracuse University dove nel 1964 fu il miglior marcatore con una media di 22,2 punti a partita e con 23,2 l'anno successivo e con 28,4 nel 1966, in questo fu anche il quinto in tutta la nazione. Fu nominato atleta dell'anno della Syracuse e nei migliori del Team americano da alcune riviste sportive. Il suo numero, il 22 fu ritirato dalla Syracuse University.

### Carriera NBA
Nel 1966 fu selezionato all'NBA Draft al primo giro dai Detroit Pistons, nella sua stagione da rookie segnò 1601 punti (20 punti a partita) e prese il NBA Rookie of the Year Award. L'anno successivo usò il suo tocco leggero al tiro per essere primo nella classifica di punti segnati con ben 2.142 (27,1 punti a partita): nei suoi 12 anni nella NBA mise a referto 20,3 punti e 6 assist a partita, giocando in 7 NBA All Star Game (1968, 1969 e dal 1971 al 1976 vincendo il premio come MVP dell'All Star Game nel 1976), fu nominato due volte nel miglior team NBA nel 1968 e 1969 e inoltre è entrato nella Basketball Hall of Fame.
Il suo stile di gioco era strano per un playmaker, distribuiva molti assist ma andava al tiro più spesso rispetto ai pari ruolo.
Il suo numero, il 21 è stato ritirato dai Detroit Pistons e nel 1996 fu nominato nei migliori 50 giocatori di sempre.

## Dopo il ritiro
Dopo la sua carriera nella NBA, è diventato un imprenditore nell'area di Detroit.
Nell'ottobre 2008 annunciò che si sarebbe candidato alle primarie per il posto da sindaco di Detroit. Vinse queste elezioni nel febbraio 2009, e nelle elezioni generali del 5 maggio 2009 divenne sindaco di Detroit con il 52,3% dei voti, sconfiggendo il sindaco ad interim Kenneth Cockrel, Jr, e fu eletto per completare il mandato del precedente sindaco, Kwame Kilpatrick, che terminò il 31 dicembre 2009.
Fu rieletto per un mandato completo nelle elezioni del 3 novembre 2009.

## Statistiche
| * | Primo nella lega |

### NCAA
| Anno      | Squadra         | PG | PT | MP | TC%  | 3P% | TL%  | RP   | AP  | PRP | SP | PP   |
| --------- | --------------- | -- | -- | -- | ---- | --- | ---- | ---- | --- | --- | -- | ---- |
| 1963-1964 | Syracuse Orange | 25 | -  | -  | 46,7 | -   | 73,3 | 8,2  | -   | -   | -  | 22,2 |
| 1964-1965 | Syracuse Orange | 23 | -  | -  | 46,4 | -   | 74,7 | 12,0 | -   | -   | -  | 23,2 |
| 1965-1966 | Syracuse Orange | 28 | 28 | -  | 54,1 | -   | 80,2 | 10,6 | 6,6 | -   | -  | 28,4 |
| Carriera  | Carriera        | 76 | 28 | -  | 49,5 | -   | 76,4 | 10,3 | 6,6 | -   | -  | 24,8 |

### NBA

#### Regular Season
| Anno      | Squadra            | PG  | PT | MP   | TC%  | 3P% | TL%   | RP  | AP  | PRP | SP  | PP    |
| --------- | ------------------ | --- | -- | ---- | ---- | --- | ----- | --- | --- | --- | --- | ----- |
| 1966-1967 | Detroit Pistons    | 80  | -  | 34,5 | 43,6 | -   | 73,8  | 4,5 | 4,1 | -   | -   | 20,0  |
| 1967-1968 | Detroit Pistons    | 79  | -  | 40,6 | 44,1 | -   | 70,7  | 4,7 | 6,4 | -   | -   | 27,1* |
| 1968-1969 | Detroit Pistons    | 77  | -  | 39,5 | 42,5 | -   | 71,3  | 5,0 | 7,1 | -   | -   | 23,4  |
| 1969-1970 | Detroit Pistons    | 70  | -  | 33,3 | 44,4 | -   | 78,3  | 4,3 | 6,0 | -   | -   | 22,9  |
| 1970-1971 | Detroit Pistons    | 82  | -  | 37,4 | 46,7 | -   | 79,7  | 4,4 | 5,0 | -   | -   | 27,0  |
| 1971-1972 | Detroit Pistons    | 45  | -  | 43,0 | 41,4 | -   | 78,5  | 4,1 | 7,0 | -   | -   | 22,6  |
| 1972-1973 | Detroit Pistons    | 82* | -  | 41,0 | 44,8 | -   | 81,4  | 3,6 | 7,8 | -   | -   | 22,4  |
| 1973-1974 | Detroit Pistons    | 81  | -  | 38,6 | 43,6 | -   | 81,3  | 3,5 | 6,9 | 1,3 | 0,2 | 18,8  |
| 1974-1975 | Detroit Pistons    | 79  | -  | 40,8 | 43,4 | -   | 80,9  | 3,6 | 7,7 | 1,5 | 0,3 | 19,0  |
| 1975-1976 | Washington Bullets | 82  | -  | 35,9 | 44,7 | -   | 78,7  | 2,9 | 6,0 | 1,4 | 0,3 | 16,2  |
| 1976-1977 | Washington Bullets | 64  | -  | 23,7 | 45,4 | -   | 77,3  | 2,2 | 4,3 | 1,0 | 0,1 | 10,6  |
| 1977-1978 | Boston Celtics     | 80  | -  | 28,2 | 44,9 | -   | 82,4  | 2,7 | 3,8 | 1,0 | 0,2 | 13,6  |
| Carriera  | Carriera           | 901 | -  | 36,4 | 44,1 | -   | 77,5  | 3,8 | 6,0 | 1,3 | 0,2 | 20,3  |
| All-Star  | All-Star           | 7   | 3  | 17,9 | 37,2 | -   | 100,0 | 2,3 | 2,3 | 0,0 | 0,0 | 5,9   |

#### Play-off
| Anno     | Squadra            | PG | PT | MP   | TC%  | 3P% | TL%   | RP  | AP   | PRP | SP  | PP   |
| -------- | ------------------ | -- | -- | ---- | ---- | --- | ----- | --- | ---- | --- | --- | ---- |
| 1968     | Detroit Pistons    | 6  | -  | 42,3 | 41,0 | -   | 73,3  | 4,0 | 4,8  | -   | -   | 28,2 |
| 1974     | Detroit Pistons    | 7  | -  | 44,6 | 42,0 | -   | 73,3  | 3,7 | 6,0  | 0,4 | 0,1 | 18,9 |
| 1975     | Detroit Pistons    | 3  | -  | 44,7 | 42,6 | -   | 61,5  | 3,7 | 9,7* | 1,7 | 0,0 | 16,0 |
| 1976     | Washington Bullets | 7  | -  | 29,9 | 44,7 | -   | 80,0  | 2,6 | 4,0  | 1,0 | 0,3 | 13,7 |
| 1977     | Washington Bullets | 8  | -  | 6,9  | 43,8 | -   | 100,0 | 0,8 | 0,6  | 0,0 | 0,1 | 4,0  |
| Carriera | Carriera           | 31 | -  | 31,1 | 42,3 | -   | 74,8  | 2,7 | 4,3  | 0,6 | 0,2 | 15,4 |

## Palmarès
- NCAA AP All-America First Team (1966)
- NBA Rookie of the Year (1967)
- NBA All-Rookie First Team (1967)
- 2 volte All-NBA First Team (1968, 1971)
- All-NBA Second Team (1974)
- 7 volte NBA All-Star (1968, 1969, 1971, 1973, 1974, 1975, 1976)
- NBA All-Star Game MVP (1976)
- Il suo numero 21 è stato ritirato dai Detroit Pistons
- Inserito tra i 50 migliori giocatori del cinquantenario della NBA
- Inserito nel NBA 75th Anniversary Team